# 努特塔尔
努特塔尔（德語：Nuthetal）是德国勃兰登堡州的一个市镇，隶属于波茨坦-米特尔马克县。总面积为48.02平方千米，截至2020年总人口为9072人。